# Comuna Vilneanka, Orihiv
Vilneanka (în ucraineană Вільнянка) este o comună în raionul Orihiv, regiunea Zaporijjea, Ucraina, formată din satele Obșce, Vasîlivske și Vilneanka (reședința).

## Demografie
Componența lingvistică a comunei Vilneanka
     Ucraineană (92,61%)
     Rusă (6,79%)
     Alte limbi (0,3%)
Conform recensământului din 2001, majoritatea populației comunei Vilneanka era vorbitoare de ucraineană (92,61%), existând în minoritate și vorbitori de rusă (6,79%).